# Directoire

Paul Barras was het machtigste en langstzittende lid van het Directoire.

Het Directoire (Nederlands ook wel Directorium genoemd) was het vijfkoppige bestuur van Frankrijk dat het land tijdens een deel van de Franse Revolutie regeerde, van 1795 tot 1799. De term wordt ook gebruikt voor de periode in de Franse geschiedenis waarin het Directoire het land bestuurde.

## Geschiedenis
Nadat op 22 augustus 1795 een nieuwe Franse Grondwet was ingevoerd, werd op 26 oktober 1795 de Nationale Conventie opgeheven. Voor het opheffen van de Conventie werd op 26 oktober nog een algemene amnestie afgekondigd voor strafbare handelingen die uitsluitend met de revolutie te maken hadden.
De periode van het Directoire duurde van 2 november 1795 tot 9 november 1799. Zij volgde op het jakobijnse schrikbewind van Maximilien de Robespierre, die ten val gebracht werd door de Thermidoriaanse Reactie van 27 juli 1794. De "thermidorianen" stelden het Directorium in als Uitvoerend Bewind van de Eerste Franse Republiek met de Grondwet van 23 september 1795. De uitvoerende macht bestond tijdens deze periode uit vijf directeuren. Elk jaar werd een van hen vervangen.
Het nieuwe regime maakte korte metten met het algemeen stemrecht van de Terreur. Het cijnskiesstelsel werd heringevoerd. Er bleven nog maar 30.000 kiezers over, tweemaal minder dan onder de constitutionele monarchie van 1791.

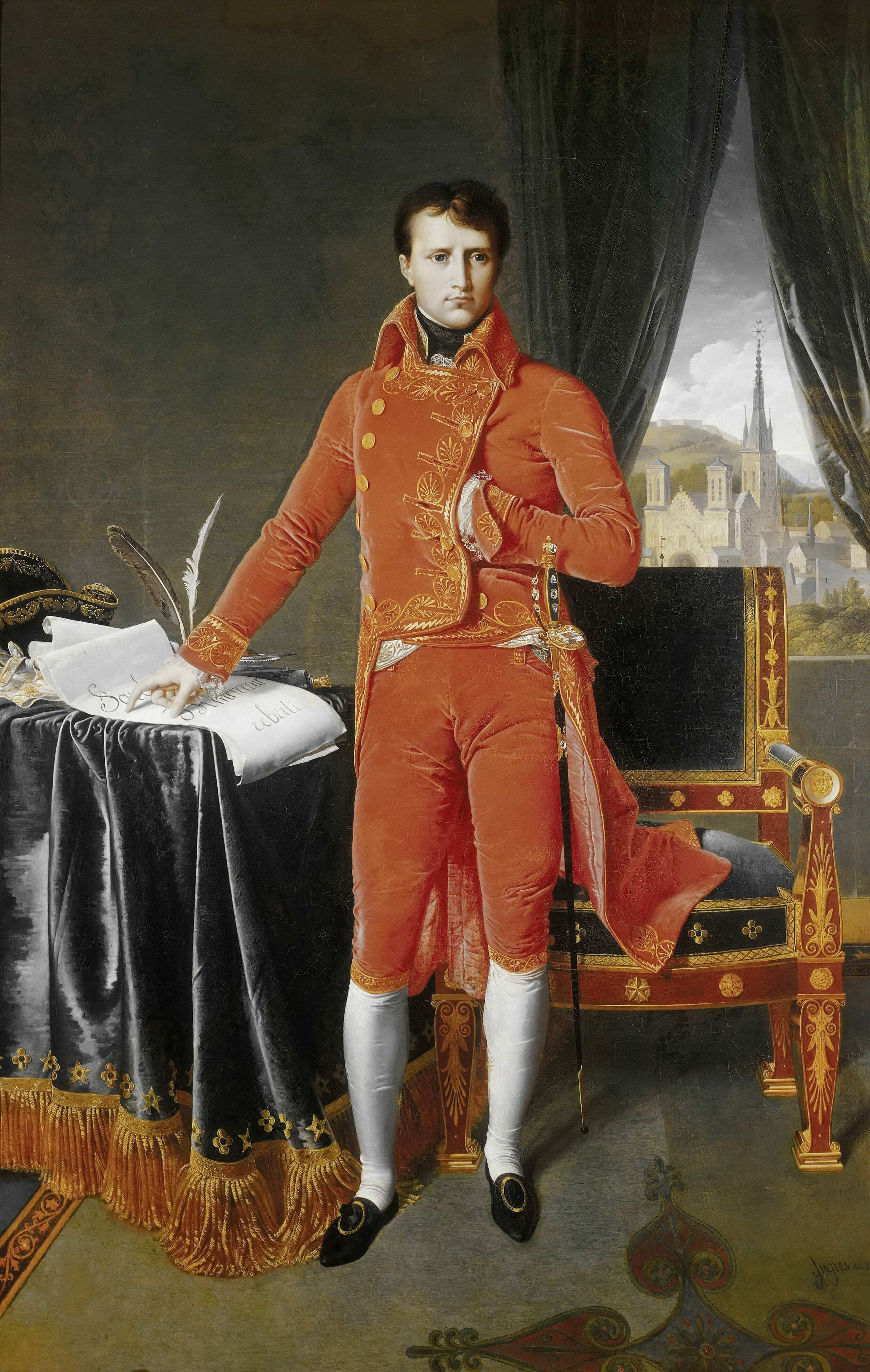
Napoleon Bonaparte als eerste consul. Schilderij van Ingres.

Voor de eerste keer in de Franse geschiedenis bestond de wetgevende macht uit een parlement, bestaande uit twee kamers:
- de Raad van Vijfhonderd (Conseil des Cinq-Cents), met 500 leden;
- de Raad van Ouden (Conseil des Anciens), met 250 leden.

De directeuren werden benoemd door de Raad van Ouden op basis van een lijst, opgesteld door de Raad van Vijfhonderd.
Het Directoire werd geplaagd door een economische depressie, en Frankrijk kende in 1795 nog een hongersnood, ten gevolge van een misoogst. De koers van het papiergeld was nog 1% van zijn nominale waarde. In de Vendée gingen de burgeroorlog en de repressie voort. Deze opstand werd uiteindelijk onderdrukt door het leger. De historicus Palmer noemt het Directoire een "ineffectieve dictatuur". Brown beschrijft "chronisch geweld, dubbelzinnige justitie, en herhaalde toevlucht tot zware repressie".
Het Directoire, dat geen steun onder de bevolking kreeg, bleef aan de macht door illegale kunstgrepen en vervalste verkiezingen. Toen de parlementaire meerderheid een aantal maatregelen uit het begin van de Franse Revolutie wilde terugdraaien, zoals de priestervervolging, pleegden drie directeurs een staatsgreep op 18 fructidor V (4 september 1797), waarbij Paul Barras door Napoleon naar voren werd geschoven als nieuwe machthebber. Een nieuwe golf van Terreur (de directoriale Terreur) brak los, waarbij militaire commissies royalisten, priesters en politieke opponenten veroordeelden. Vaak bestond de veroordeling uit verbanning naar Frans-Guyana, hetgeen de droge guillotine genoemd werd. De nieuwe Directeurs brachten de staatsschuld eenzijdig terug tot één derde (tiers consolidé).
De worsteling van het Directoire met de volkswil leidde uiteindelijk tot groeiende invloed van het leger. Met de Staatsgreep van 18 Brumaire VIII (9 november 1799) nam Napoleon Bonaparte de macht in Frankrijk over. Hiermee kwam er een einde aan het Directoire en aan de Franse Revolutie. De periode hierna is het Consulaat, eerst met drie consuls en vervolgens met Napoleon als levenslang consul. Deze periode eindigde door Napoleons kroning tot keizer op 2 december 1804, waarbij het Keizerrijk ontstond.